# Barone Templemore
Barone Templemore, nella contea di Donegal, è un titolo della Paria del Regno Unito, e in particolare dal 1975 è titolo sussidiario del Marchese di Donegall.
Esso venne creato il 10 settembre 1831 per Arthur Chichester, deputato per Milborne Port e della contea di Wexford.
Il padre di questi era Spencer Chichester, figlio di Arthur Chichester, I marchese di Donegall. Sia il figlio che il nipote, il secondo e il terzo barone, servirono come vice luogotenenti della contea di Wexford. A questi succedette il figlio maggiore, il quarto barone, che ha servito come Government Chief Whip nella Camera dei lord (1940-1945). 
Egli fu succeduto dal proprio figlio, il quinto barone. Nel 1975 a sua volta succedette a un suo parente (lontano cugino), come settimo marchese di Donegall. 

## Baroni Templemore
- Arthur Chichester, I barone Templemore (1797-1837)
- Harry Chichester, II barone Templemore (1821-1906)
- Arthur Chichester, III barone Templemore (1854-1924)
- Arthur Chichester, IV barone Templemore (1880-1953)
- Dermot Chichester, V barone Templemore (1916-2007) (successe come VII marchese di Donegall nel 1975.)